# Chesed
Chesed (חסד, eller romaniseret khesed, ẖesed) er et hebraisk ord der kan oversættes med "troskab", "barmhjertighed", "medlidenhed" eller "kærlighed." Chesed er central i Jødisk etik og Jødisk filosofi. Mange jødiske tænkere anser chesed som den væsentligste dyd.
Chesed er værdsat af religiøse jøder inden for alle retninger. Den er betragtet som en dyd i sig selv, men også for dens bidrag til tikkun olam (udbedring af verden). Den er også fundamentet for mange af de religiøse befalinger der praktiseres af ortodokse Jøder, specielt mellemmenneskelige befalinger. Chesed er grundlaget for en bred vifte af de jødiske fælles institutioner.
Chesed er også en af de ti sephira i det kabbalistiske livets træ. Den er forbundet med barmhjertighed og kærlighed, og er den første af de følelsesmæssige egenskaber ved sephiroten.

## Oversættelser

### Dansk
"Medlidenhed" eller "kærlighed" er en dansk oversættelse af chesed men man støder også på "troskab" eller "barmhjertighed". I Det Danske Bibelselskabs oversættelse af Bibelen anno 1992 er chesed i Salme 136 oversat "trofasthed" 26 gange.

### Engelsk
"Loving-kindness" (direkte oversat dansk: kærlig-venlighed) bliver ofte brugt som en engelsk oversættelse af chesed, oprindeligt i Coverdale Bibelen fra 1535. Selv om nogle opfatter dette som en noget forældet oversættelse, det er dog fortsat en af de mest almindelige oversættelser. "Love" (dansk: kærlighed) bliver også ofte brugt som en kortere engelsk oversættelse. Daniel Elazar har foreslået oversættelsen "covenant-love." (dansk: pagt-kærlighed) "Grace" (dansk: nåde) og "compassion" (dansk: medlidenhed) er også fra tid til anden brugt som oversættelser af chesed.

### Græsk og latin
Eleos (ofte forstået som barmhjertighed eller medlidenhed) er det ord der er anvendt i Septuagintaen som oversættelse af "chesed" til græsk. I den latinske (Vulgata) oversættelse af Biblen af Jerome bruges det latinske ækvivalent, misericordia. Chesed er også blevet opfattet som værende forbundet til det græske ord agape og dets latinske ækvivalent caritas (næstekærlighed).

## Etik
I den traditionelle musar litteratur (etiske litteratur) er chesed en af de primære dyder. Den tannaikske rabbiner Simon den Retfærdige lærte: "Verden beror på tre ting: Torahen, tjeneste overfor Gud, og skænkning af venlighed" (Pirkei Avot 1:2). Chesed er her den centrale etiske dyd.
En udtalelse af Rabbiner Simlai i Talmuden påstår af "Torahen begynder med Chesed og ender med Chesed." Dette kan forstås i betydningen at "hele Torahen er karakteriseret ved Chesed, dvs. at den fremstiller en vision af det ideelle liv hvis mål er en adfærd karakteriseret af barmhjertighed og medlidenhed." Alternativt kan det hentyde til tanken om at åbenbaringen af selve Torahen er indbegrebet af handlingen Chesed.
I Moses Cordoveros kabbalistiske afhandling Tomer Devorah bliver følgende handlinger udført for at efterligne egenskaberne ved Chesed:
- elsk Gud så fuldstændigt at en aldrig forlade sin tjeneste af ham for nogen som helst grund
- give et barn alle fornødenheder for dets underhold
- omskære et barn
- besøg og helbred de syge
- vær velgørende over for de fattige
- vær gæstfri overfor fremmede
- tage sig af de døde
- føre en brud til chuppah bryllups ceremoni
- skabe fred mellem et menneske og dets næste

En person der er indbegrebet af "chesed" (חסד) er kendt som en "chasid" (hasid, חסיד), en der er trofast over for pagten og som går "langt ud over det der normalt kræves" og et antal grupper der gennem den jødiske historie har fokuseret på at gå "langt ud over" har betegnet sig selv som chasidister. Disse grupper omfatter hasideanere fra Det Andet Tempels tid, maimonideanske Hasidim fra det middelalderlige Egypten og Palæstina, Chassidei Ashkenaz i det middelalderlige Europa, og den chasidiske jødedom der opstod i det 18'ende århundredes Østeuropa.

## Chesed institutioner
På tværs af alle retninger inden for jødedommen, er der der mange institutioner der er dedikeret til chesed. Nogle gange er disse institutioner oprettet af synagoger, lokale jødiske råd, eller individuelle rabbinske ledere eller lægmænd. Ofte tager et individ initiativet uden forudgående støtte fra fællesskabet eller ledelsen. Mange chesed organisationer er meget store, mens mange andre kan være små eller enkeltmands foretagener. Almindelige institutioner omfatter:
- Bikur cholim organisationer – organisationer dedikeret til at besøge eller tage sig af de søge og deres pårørende
- Gemach – en institution dedikeret til gemilut chasadim (at give venlighed), ofte med gratis lån eller ved at låne eller donere bestemte ting (legetøj, tøj, medicinsk udstyr osv.). Sådanne organisationer har ofte navne der er forkortelser af Gemilas chasadim som f.eks. Gemach eller GM"CH. Et fællesskab kan have dusinvis af unikke (og nogle gange overlappende) Gemach organisationer
- Kiruv organisationer – organisationer der er beregnet til at øge kendskabet til Jødedommen blandt ikke-tilknyttede jøder, hvilket bliver opfattet som en slags venlighed
- Hatzolah – organisationer med dette navn er typiske udbyder af gratis tjenester for akut medicinsk behandling og ambulance transport (ambulanceredderer og paramedicer)
- Chevra kadisha – organisationer der udfører religiøs omsorg for de afdøde, og ofte yder logistisk hjælp til familier i forbindelse med obduktioner, transport af liget, familiers rejse i nødsituationer, begravelse, drift af et Shiva hjem, og omsorg for de sørgende
- Chaverim (direkte oversat "venner") – organisationer der går under dette navn tilbyder typisk gratis vejside assistance og nødhjælp i forbindelse med mekaniske eller konstruktionsmæssige problemer i private hjem
- Shomrim (værge, vogter) grupper – borgerværns grupper

## Jødisk politisk tænkning
Den politiske teoretiker Daniel Elazar har foreslået at "chesed" vanskeligt lader sig oversætte til engelsk, men at det betyder noget i retning af "kærlig forpligtet pagt." Hesed "er modgift til det indskrænkede paragrafrytteri, der kan være et problem for pagtmæssige systemer og gør dem kontraktmæssige snarere end pagtmæssig" og danner således grundlagt for jødisk politisk tænkning der går udover en bekymring for overholdelsen af lovene.

## Kabbala
De tre første af de ti sephira er egenskaber ved intellektet, mens Chesed er den føste sephira med egenskaben handling. I det kabbaliske Tree of life, er det placeret under Chokhmah, overfor Gevurah og over Netzach. Den bliver som regel givet fire stier. Til Chokhmah, Gevurah, Tiphereth, og Netzach (nogle kabbalister laver også en forbindelse fra Chesed til Binah.)
Bahiren siger, "Hvad er den fjerde (ytring): Den fjerde er Guds retfærdighed, hans barmhjertighed og venlighed overfor hele verden. Dette er Guds højre hånd."  Chesed manifesterer Guds absolutte, uindskrænkede velvilje and venlighed.
Chesed er også kendt som Gedulah (גדולה).